# جميل جان جاك
جميل جان جاك (بالفرنسية: Jamil Jean-Jacques)‏ (10 فبراير 1975 ببورت سالو في هايتي - ) هو لاعب كرة قدم هايتي في مركز الدفاع. شارك مع منتخب هايتي لكرة القدم. أما مع النوادي، فقد لعب مع Racing CH ‏ وFort Lauderdale Strikers (2006–2016) ‏.

## وصلات خارجية
- جميل جان جاك على موقع قاعدة بيانات كرة القدم.إي يو (الإنجليزية)
- جميل جان جاك على موقع ناشيونال فوتبول تيمز (الإنجليزية)